# ایرینی
ایرینی سانتوس دا سیلوا (به پرتغالی: Iriney Santos da Silva) هافبک اهل برزیل است که در شهر Humaitá و در تاریخ ۲۳ آوریل ۱۹۸۱ به دنیا آمده‌است.
ایرینی در تیم‌های فوتبال Nacional Manaus ،Manauense،São Caetano،رایو وایکانو، سلتاویگو و باشگاه فوتبال آلمریا سابقهٔ حضور دارد.